# Le Thuit de l’Oison
Le Thuit de l’Oison ist eine französische Gemeinde mit 3.801 Einwohnern (Stand: 1. Januar 2022) im Département Eure in der Region Normandie. Sie gehört zum Arrondissement Bernay sowie zum Kanton Grand Bourgtheroulde und ist Mitglied im Gemeindeverband Roumois Seine.
Sie entstand mit Wirkung vom 1. Januar 2016 als Commune nouvelle durch die Zusammenlegung der bisherigen Gemeinden Le Thuit-Anger, Le Thuit-Signol und Le Thuit-Simer, die in der neuen Gemeinde den Status einer Commune déléguée besitzen. Der Verwaltungssitz befindet sich im Ort Le Thuit-Signol.

## Gliederung
| Ortsteil                            | ehemaliger INSEE-Code | Fläche (km²) | Einwohnerzahl zum 1. Januar 2018 |
| ----------------------------------- | --------------------- | ------------ | -------------------------------- |
| Le Thuit-Anger                      | 27636                 | 3,03         | 0721                             |
| Le Thuit-Signol (Verwaltungssitz)00 | 27638                 | 9,81         | 2463                             |
| Le Thuit-Simer                      | 27639                 | 2,74         | 0486                             |

## Geografie
Le Thuit de l’Oison liegt etwa 25 Kilometer südsüdwestlich von Rouen. Im Süden des Gemeindegebietes verläuft das Flüsschen Oison. Umgeben wird Le Thuit de l’Oison von den Nachbargemeinden Bosroumois im Norden und Nordwesten, Saint-Ouen-du-Tilleul im Norden, Elbeuf im Osten und Nordosten, Saint-Pierre-des-Fleurs im Osten und Südosten, Saint-Ouen-de-Pontcheuil und Amfreville-Saint-Amand im Süden sowie Saint-Pierre-du-Bosguérard im Westen.

## Geschichte
Zur Ortsgeschichte vgl. die einzelnen Ortschaften.

## Sehenswürdigkeiten
- Kirche Saint-Ouen in Le Thuit-Signol
- Kirche von Le Thuit-Simer
- Calvaire in Le Thuit-Signol
- Herrenhaus Dorival in Le Thuit-Signol

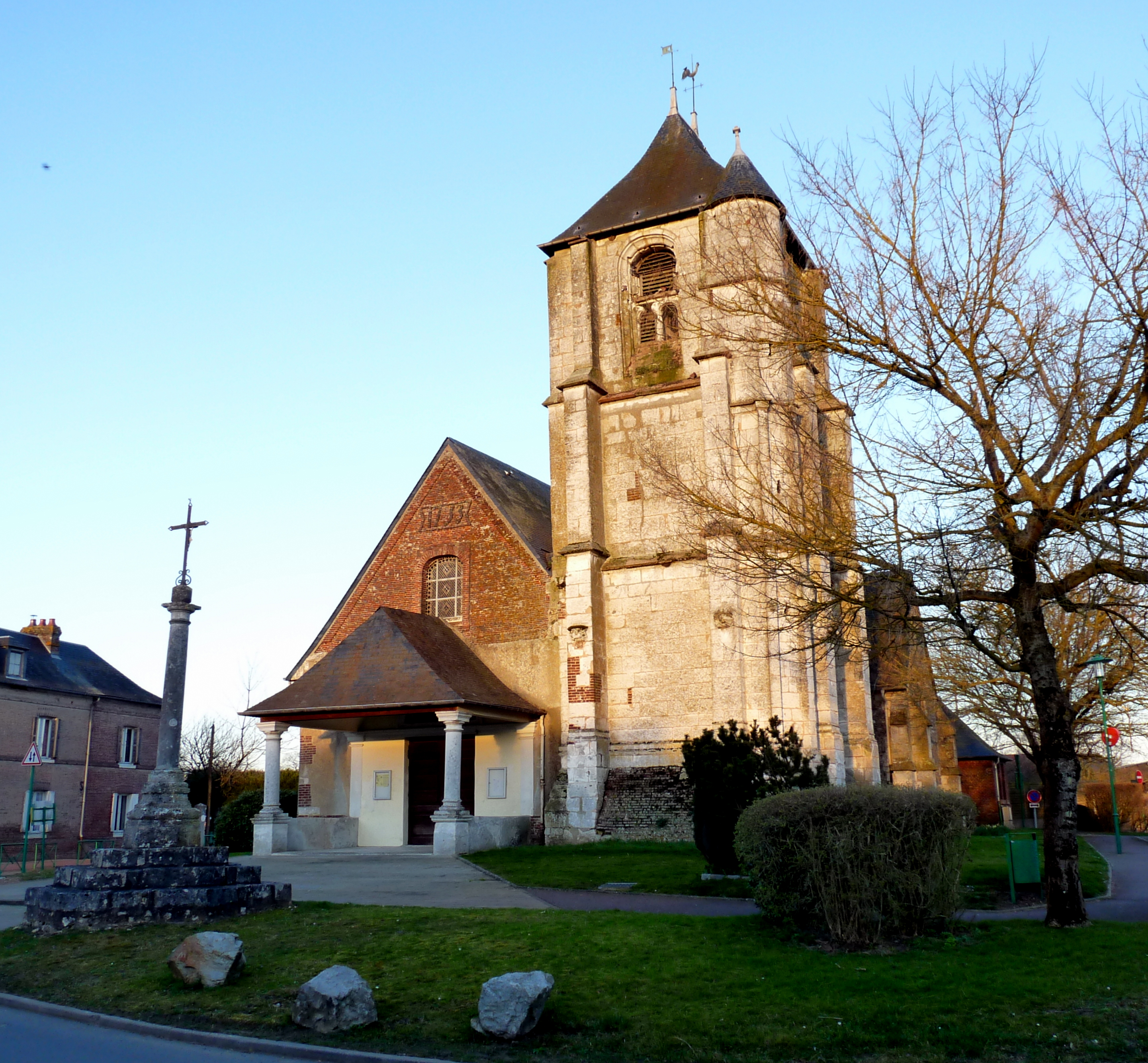
Kirche Saint-Ouen
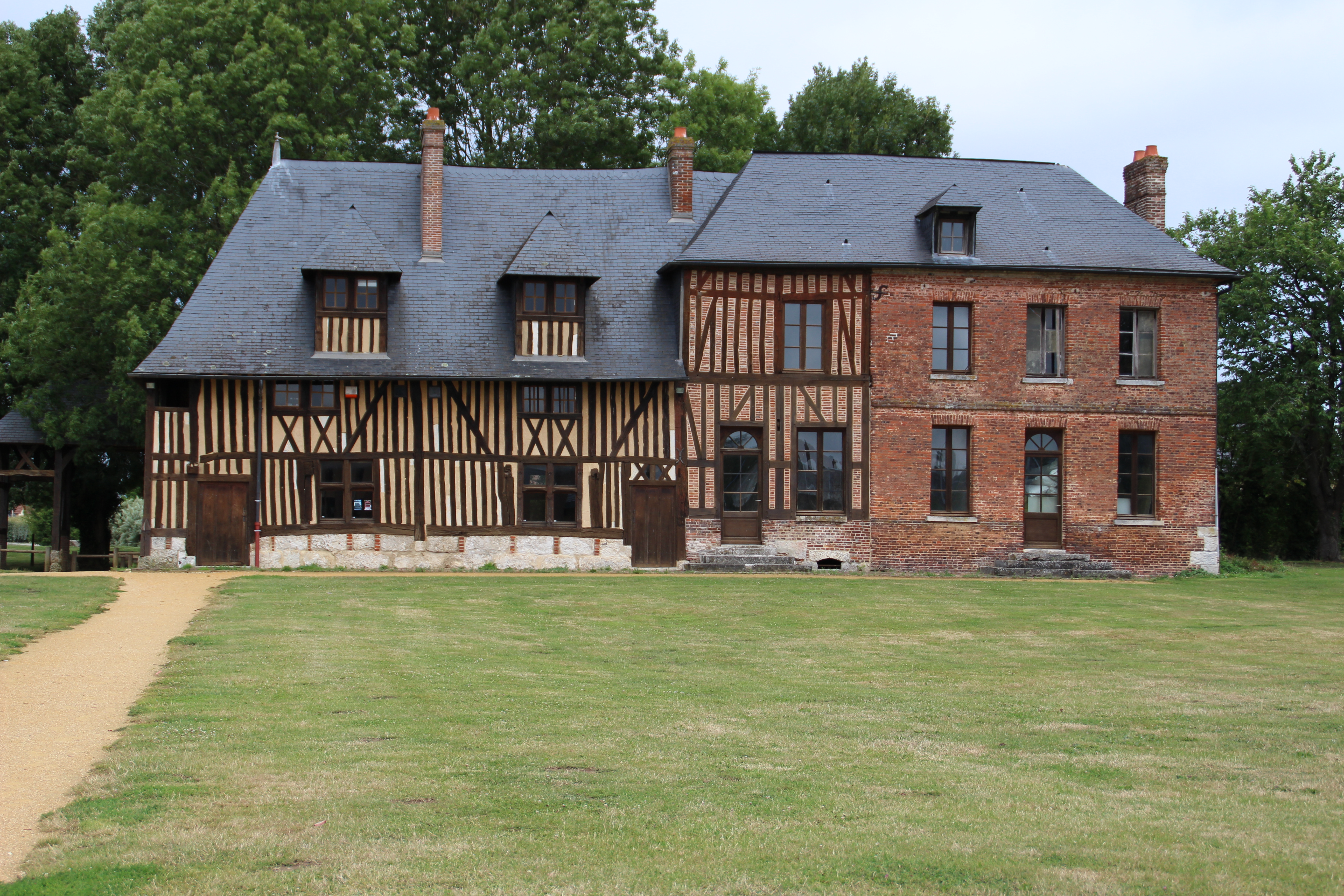
Herrenhaus Dorival
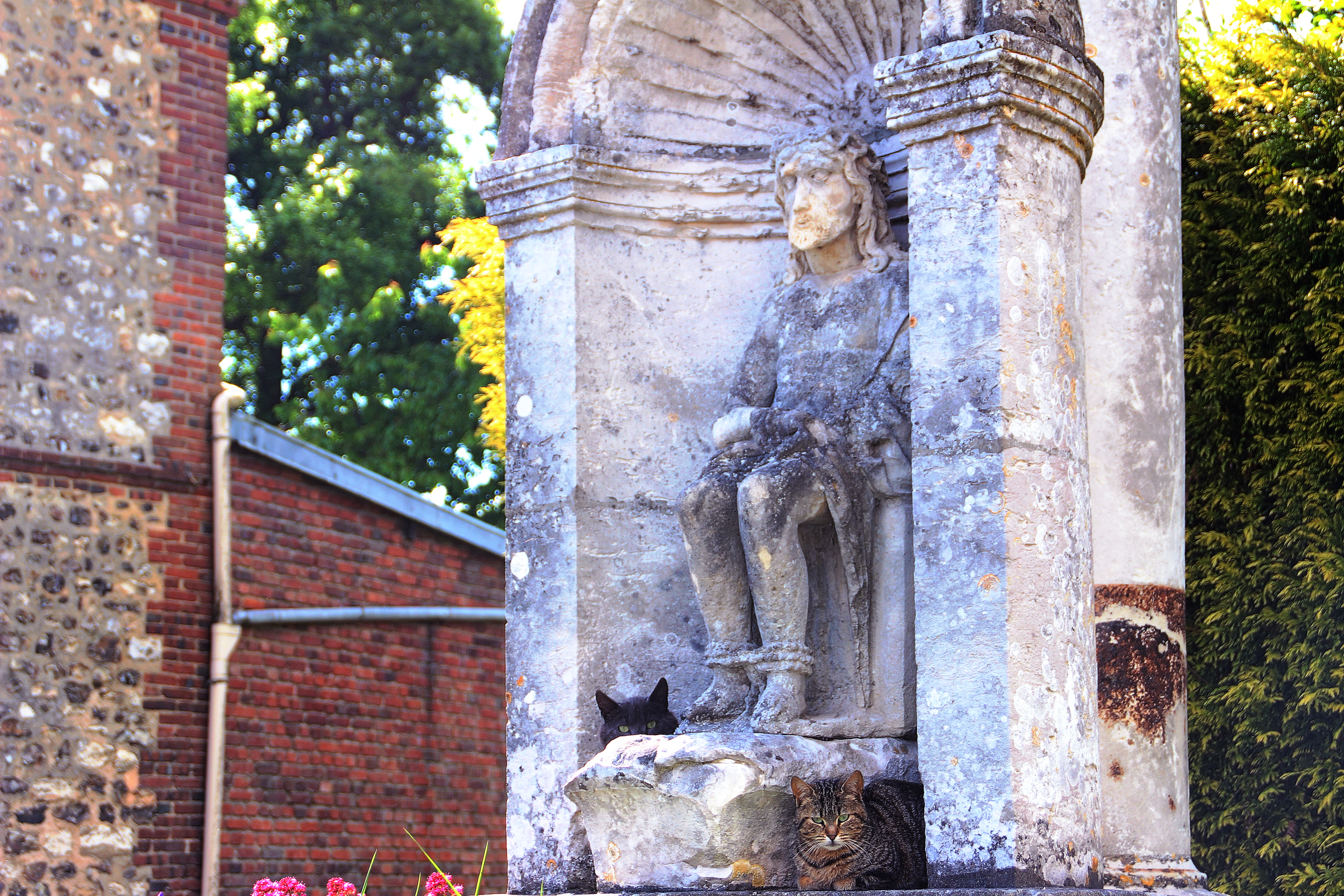
Calvaire